# Simulium kabanayense
Simulium kabanayense es una especie de insecto del género Simulium, familia Simuliidae, orden Diptera.
Fue descrita científicamente por Ramirez-Perez & Vulcano, 1973.